# Grallaria cochabambae
Grallaria cochabambae — вид горобцеподібних птахів родини Grallariidae.

## Таксономія
Птах описаний у 1940 році як підвид мурашниці рудої Grallaria rufula cochabambae. Дослідження 2020 року підняло статус таксона до рівня виду через відмінності в кольорі оперення та вокалізації.

## Поширення
Ендемік Болівії. Вид поширений в департаментах Кочабамба і Ла-Пас. Його переважне середовище проживання — вологий гірський ліс на висотах 2950-3500 м.